# Un buen día lo tiene cualquiera
Un buen día lo tiene cualquiera es una película española de 2007 dirigida por Santiago Lorenzo.
Se desarrolla íntegramente en la ciudad de Valladolid, destacando las numerosas escenas en el Edificio Duque de Lerma y el Café del Norte.

## Argumento
Arturo (Diego Martín) es un treintañero que se queda sin dinero tras perder el trabajo y su casa. Un amigo suyo, Joaquín (Roberto Álamo), le convence para que se acoja a un Plan Social del Ayuntamiento en el que debe hacer compañía a un anciano solitario a cambio de alojamiento a un precio módico.